# Barco Borghese
Barco Borghese è un sito archeologico a Monte Porzio Catone (Roma), in Italia.

## Descrizione
Di origine romana il sito è costituito da alcune cisterne e un magazzino, ma non è totalmente composto da questi. Si tratta generalmente di strutture sotterranee. Attualmente grazie all'intervento di restauro è possibile ammirare i sotterranei e il sito archeologico.
Il Barco Borghese è stato nel XVII secolo ampliato e destinato alla tenuta di caccia. Infatti il termine barco indica proprio "recinto per animali selvatici da caccia".
Scenograficamente affacciato su Roma, il Barco Borghese è una vasta spianata di forma quadrangolare, trasformata in "barco" (recinto di animali per la caccia) dagli Altemps a partire dal 1567, poi giardino all'italiana dai Borghese (nel 1963), in quanto parte integrante della soprastante Villa Mondragone e del complesso del Burghesianum.
Un terzo della spianata è impostato su un'articolata e spettacolare sequenza di almeno 180 vani voltati in calcestruzzo, la cui costruzione risale alla metà del I secolo a.C.: sono le "sostruzioni" (fondazioni) di un enorme basamento tradizionalmente attribuito ad una Villa romana, in seguito inserita in una vasta proprietà imperiale; uno dei suoi lati forma un articolato fronte monumentale, utilizzato come quinta scenica per spettacoli all'aperto.
La visita si svolge lungo un suggestivo itinerario sotterraneo, entro una sorta di compendio dell'arte edificatoria Romana, comprensivo di sorprendenti testimonianze epigrafiche.
Recuperato dopo un lungo periodo d'abbandono, il complesso, fra i più grandiosi della Campagna Romana, è tuttora oggetto di restauri e di studi.

## Galleria d'immagini

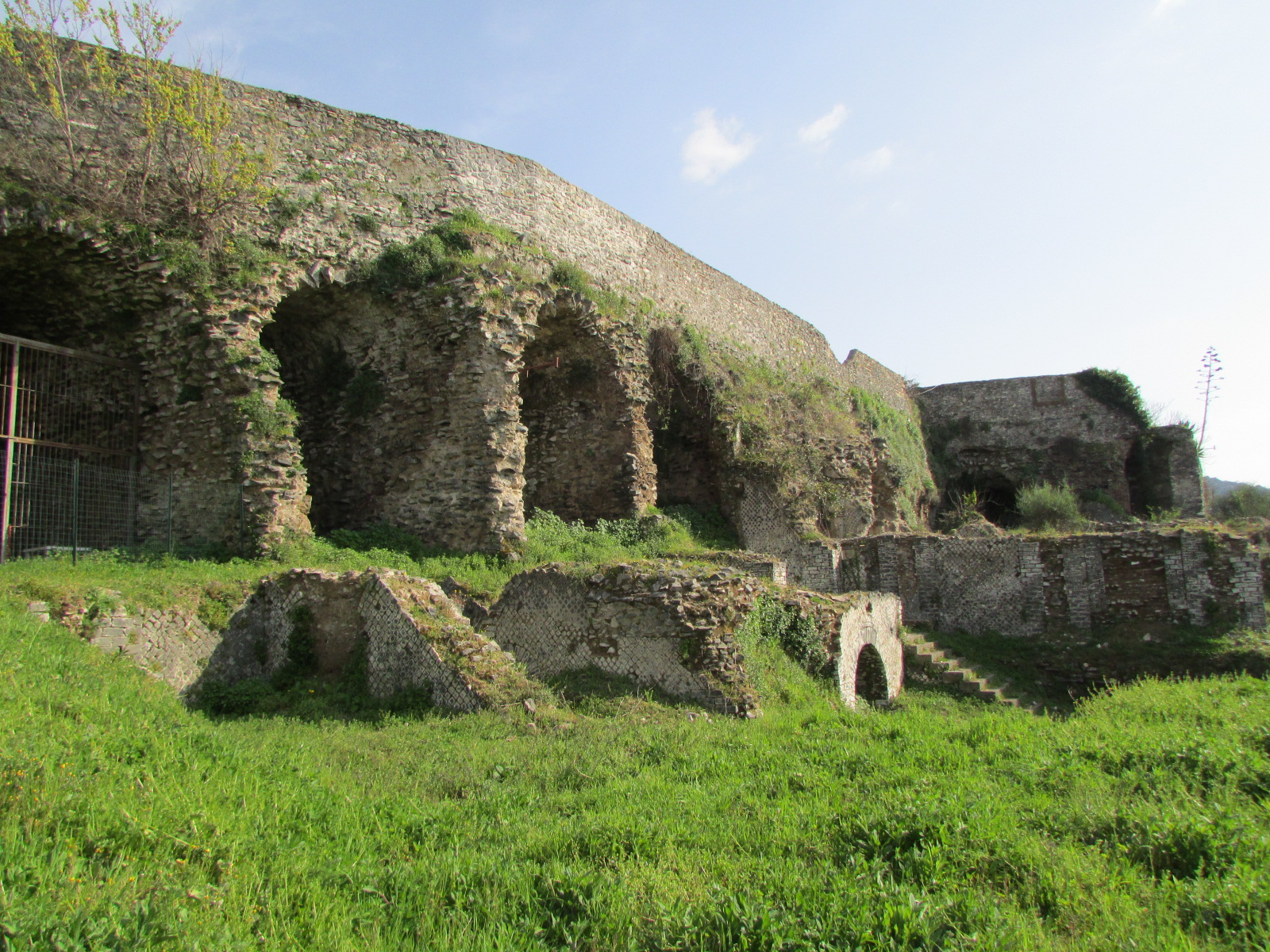
Prospetto esterno del complesso archeologico.
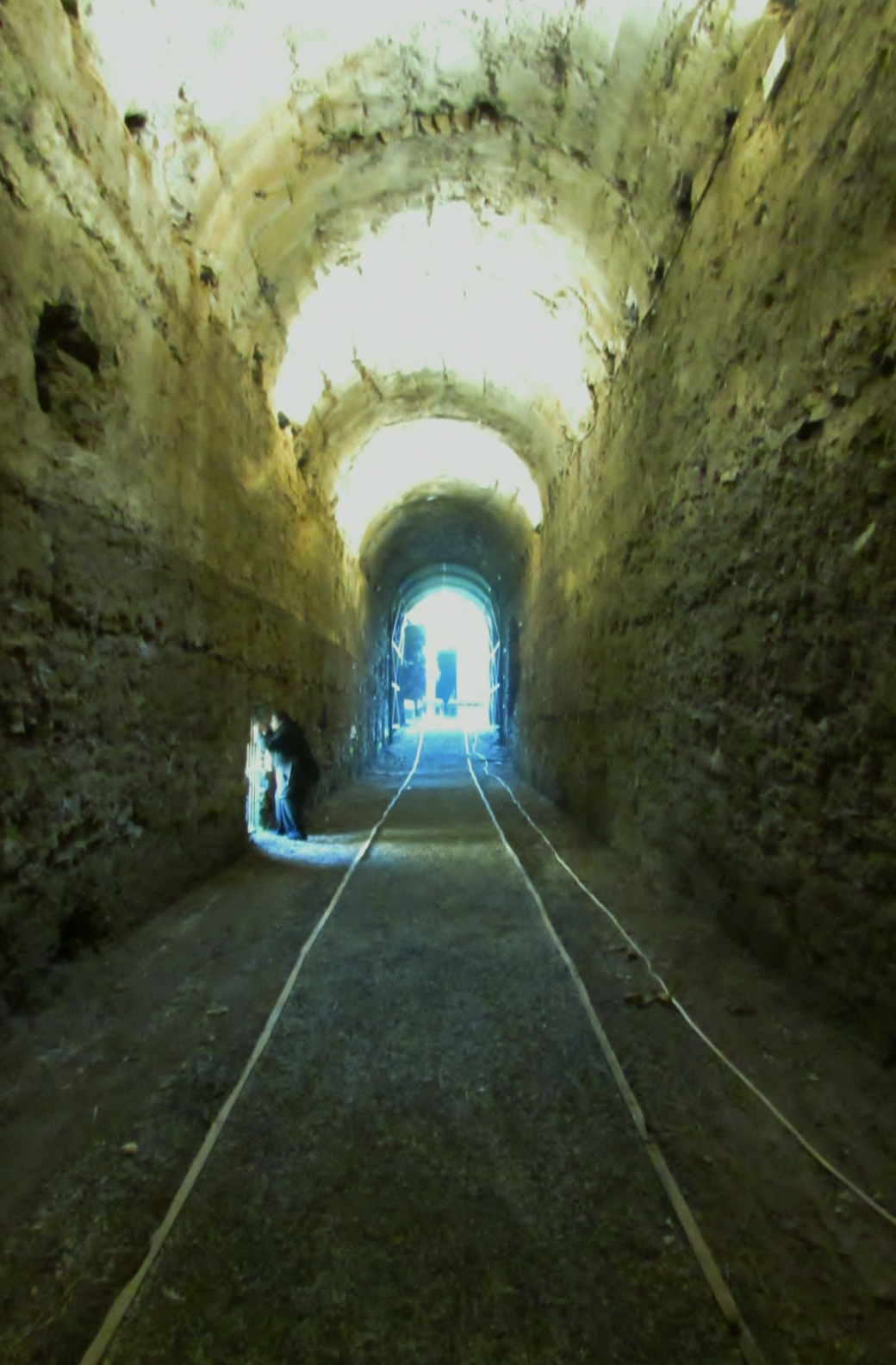
Corridoio sotterraneo centrale del complesso.
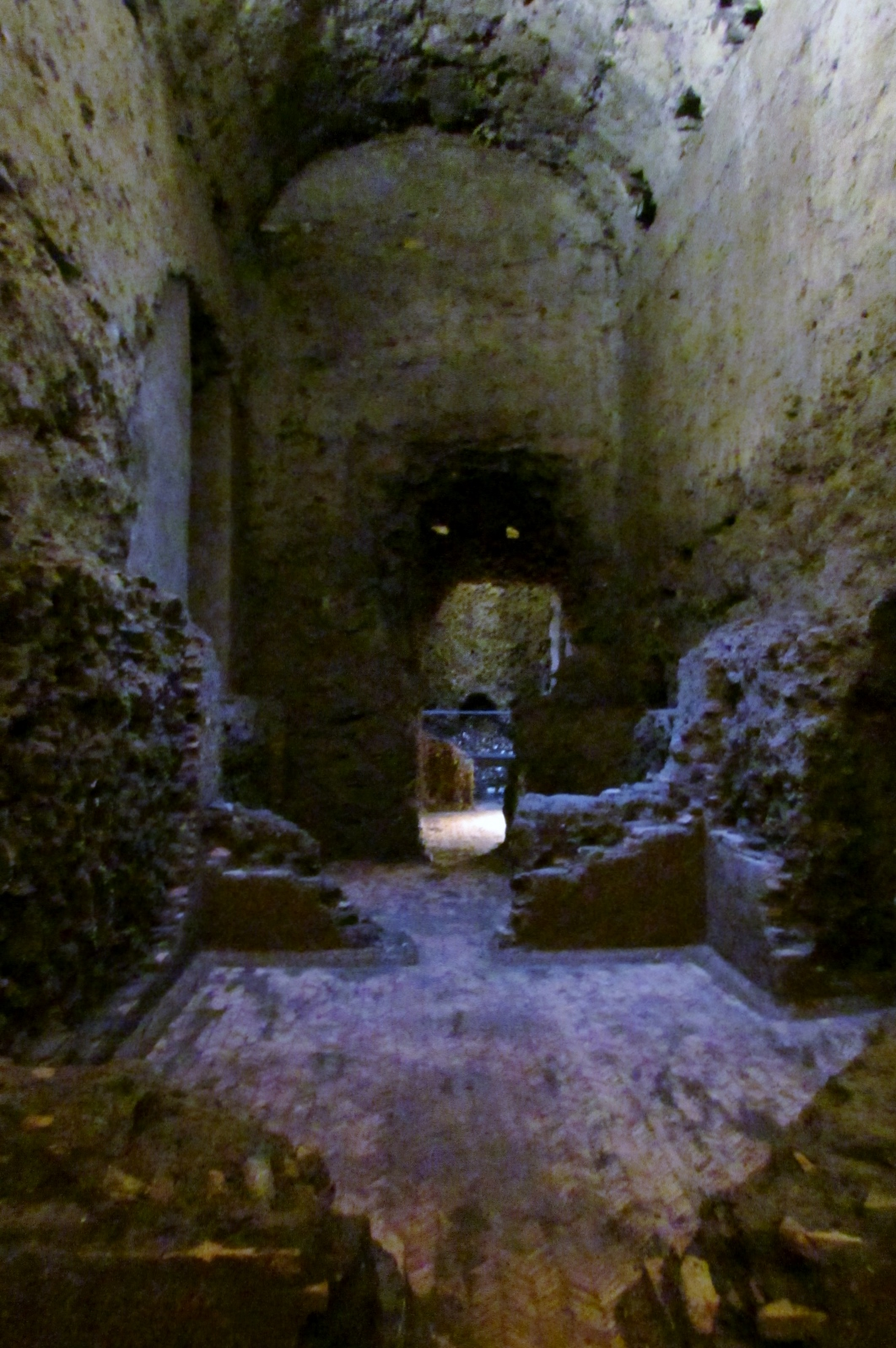
Interno di alcuni ambienti del complesso sotterraneo.
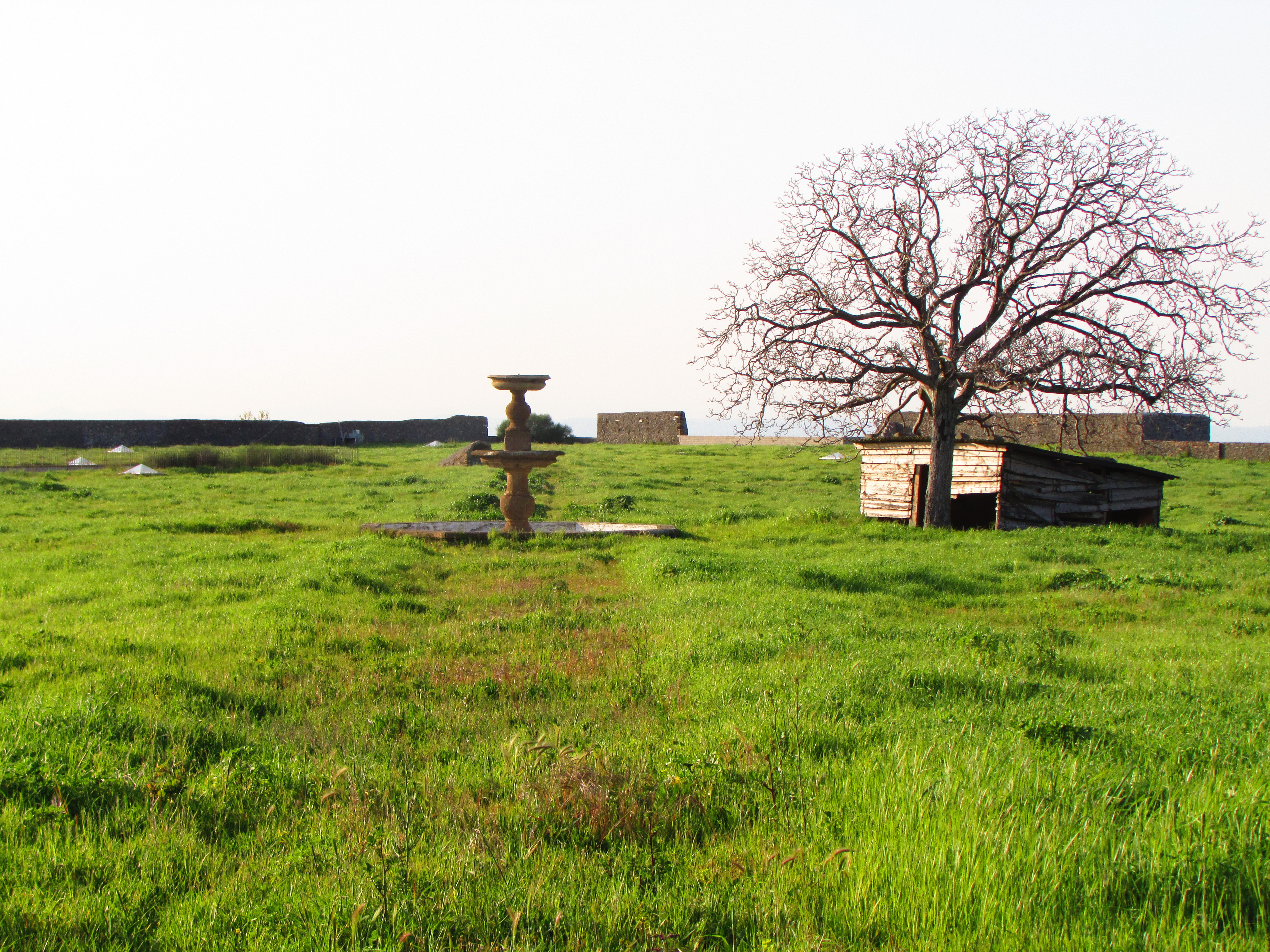
Veduta di superficie dell'area di circa due ettari adibita a riserva di caccia nel XVI secolo.